# Endospora

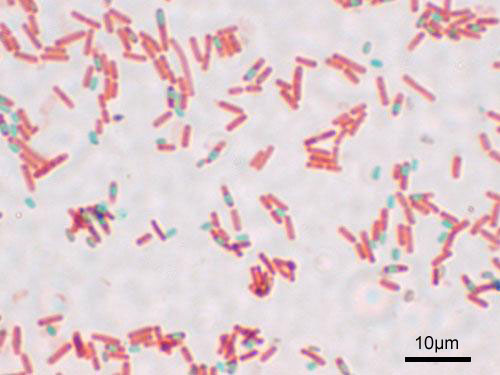
Una preparación de Bacillus subtilis mostrando las endosporas en verde.

Las endosporas o endósporas son células especializadas, no reproductivas, producidas por bacterias del filo Bacillota. Su función primaria es asegurar la supervivencia en tiempos de tensión ambiental. Son extraordinariamente resistentes a la radiación (ultravioleta, X y gamma), a la desecación, a la lisozima, al calor, a los desinfectantes químicos y a trituración mecánica. Las endosporas se encuentran comúnmente en el suelo y el agua donde sobreviven durante largos periodos.

## Estructura

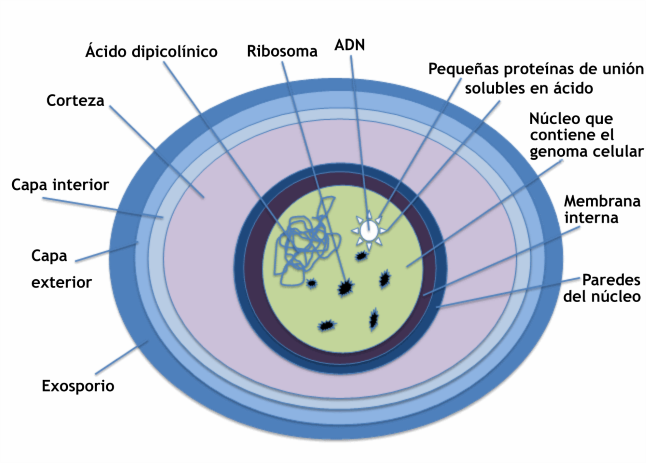
Sección transversal de una endospora

En contraste con las esporas que muchos eucariontes producen para propósitos reproductivos, las bacterias solo producen endosporas en ambientes desfavorables. La espora posee una cubierta fina conocida como exosporio, que cubre la capa de espora. La capa de la espora es impermeable a muchas moléculas tóxicas y puede también contener las enzimas implicadas en la germinación. La corteza se encuentra debajo de la capa de la espora y consiste en peptidoglicano. La pared de la base se encuentra debajo de la corteza y rodea al protoplasto o base de la endospora. La base tiene estructuras normales de la célula como ADN y ribosomas, pero tiene un metabolismo inactivo.
Hasta el 15 % de la endóspora consiste en calcio en la base, que se piensa se utiliza para estabilizar el ADN. El ácido dipicolínico podría ser responsable de la resistencia acuática de la espora y el calcio puede ayudar a la resistencia a la sal y a los agentes oxidantes. Sin embargo los agentes mutágenos se encuentran aislados, sugiriendo que existen otros mecanismos que contribuyen a la resistencia térmica.
Resumiendo: la estructura básica de una endoespora consta de:
- Núcleo: parte central que contiene dipicolinato de Ca para resistencia.
- Membrana de la endoespora.
- Corteza/Córtex: formada por peptidoglicano.
- Capa Cortical/Cutícula: la cual contiene proteínas con enlace disulfuro, que permite resistir a elevadas temperaturas.
- Exosporio/Exosporium: estructura más externa, formada por glicoproteínas.

## Tinción
Estas formaciones son impermeables a la mayoría de colorantes lo que provoca que se observen como regiones no teñidas dentro de las células.  Debido a esto surgió la técnica conocida como Tinción de Möller, que permite que se muestre la endospora en color rojo mientras que el resto de la célula permanece en color azul. Otra técnica de tinción para el estudio de la endospora es la Tinción de Schaeffer-Fulton con la que vemos la endospora verde y el soma bacteriano de color rojo.

## Localización
La posición de la endospora diferencia entre especies bacterianas y es útil en la identificación. Los tipos principales dentro de la célula son: terminales, subterminales y endosporas centralmente puestas. Las endosporas terminales se encuentran en los polos de la célula, las endosporas centralmente puestas están normalmente en el centro. Las endosporas subterminales se encuentran en los extremos, lo suficientemente lejos de los polos, pero no lo bastante cercanos al centro para ser considerados central.
Los ejemplos de las bacterias con endosporas terminales incluyen Clostridium tetani, el patógeno que causa el tétanos. Ejemplos de bacterias con endosporas centrales incluyen Bacillus cereus, mientras que Bacillus subtilis presenta endosporas subterminales. 

## Formación y destrucción
Cuando una bacteria percibe condiciones ambientales desfavorables, comienza el proceso de esporulación, el cual llega a durar cerca de 10 horas. Se repliega el ADN y la membrana forma un tabique separando un cuarto de esta célula. La membrana plasmática de la célula rodea ésta cápsula que se ha formado, dotándola así de una doble membrana alrededor del ADN y la estructura se convierte ahora en lo que se conoce como preespora. Se forma el córtex en medio de las dos capas de membrana, formado por un tipo de peptidoglicano. A continuación se forma el exosporio alrededor del córtex y por último se forma la corteza por debajo del exosporio. La esporulación se habrá completado ahora, y la endospora es lanzada cuando se degrada el resto de la célula vegetativa. La termorresistencia se desarrolla porque en el interior de la endospora se acumula una gran cantidad de iones Ca2+ y ácido dipicolínico, que reaccionan y forman dipicolinato cálcico, que forma cristales. También se acumula una gran cantidad de pequeñas proteínas ácido solubles (SASP). Todo esto se une al ADN y le protege del calor y las radiaciones UV.
La endospora es resistente a la mayoría de los agentes que matarían normalmente a las células vegetativas. Los productos de limpieza de la casa generalmente no producen ningún efecto, ni la mayoría de alcoholes, compuestos de amonio o de los detergentes, sin embargo el óxido de etileno es eficaz contra las endosporas.
Aunque son resistentes al calor y a la radiación extremos, las endosporas pueden ser destruidas mediante estos tratamientos. Así, la exposición al calor extremo por periodos grandes de tiempo así como la exposición prolongada a la radiación, (radiografías o rayos gamma por ejemplo), matarán a la mayoría de endosporas.

## Reactivación
La reactivación de la endóspora ocurre cuando las condiciones son más favorables e implica la activación y germinación. Aunque una endóspora esté en condiciones favorables, no germinará hasta que ocurra la activación. La activación se acciona con calor. La germinación implica una reactivación del metabolismo que rompe la hibernación. 

## Importancia
Como un modelo simplificado para la diferenciación celular, los detalles de la endóspora se han estudiado extensivamente, especialmente el bacilo subtilis. Estos estudios han contribuido al estudio de los genes, transcripción y unidades del factor sigma de la polimerasa del ARN.
De forma siniestra, las endósporas de Bacillus anthracis fueron utilizadas en los ataques con ántrax del 2001. El polvo encontrado en las cartas estaba contaminado con endósporas del carbunco. La ingestión, inhalación o contaminación de la piel con estas endósporas, etiquetados incorrectamente como "esporas", produjeron gran cantidad de muertes.

## Bacterias productoras de esporas
Los ejemplos de bacterias que poseen este mecanismo incluyen los géneros: 
| - Acetonema - Alkalibacillus - Ammoniphilus - Amphibacillus - Aneurinibacillus - Anoxybacillus - Bacillus - Brevibacillus - Caldanaerobacter - Caloramator - Caminicella - Cerasibacillus - Clostridium - Clostridiisalibacter - Cohnella - Dendrosporobacter - Desulfotomaculum | - Desulfosporomusa - Desulfosporosinus - Desulfovirgula - Desulfunispora - Desulfurispora - Filifactor - Filobacillus - Gelria - Geobacillus - Geosporobacter - Gracilibacillus - Heliobacterium - Heliophilum - Lentibacillus - Mahella - Moorella - Oceanobacillus | - Ornithinibacillus - Oxalophagus - Oxobacter - Paenibacillus - Paraliobacillus - Pelospora - Pelotomaculum - Piscibacillus - Pontibacillus - Propionispora - Salinibacillus - Salsuginibacillus - Sporacetigenium - Sporoanaerobacter - Sporobacter - Sporobacterium - Sporohalobacter - Sporolactobacillus | - Sporomusa - Sporosarcina - Sporotalea - Sporotomaculum - Syntrophospora - Tenuibacillus - Tepidibacter - Terribacillus - Thalassobacillus - Thermoacetogenium - Thermoactinomyces - Thermoalkalibacillus - Thermoanaerobacter - Thermoanaeromonas - Thermobacillus - Thermovenabulum - Tuberibacillus - Virgibacillus - Vulcanobacillus |